# Association Nesrine féminine de Zaghouan
L'Association Nesrine féminine de Zaghouan (arabe : الجمعية الرياضية النسائية بزغوان) ou ASFZ est un club tunisien de handball basé à Zaghouan.